# ألكسندر ماييس
ألكسندر ماييس (26 مارس 1992 بجينك في بلجيكا - ) (بالهولندية: Alexander Maes)‏ هو لاعب كرة قدم بلجيكي في مركز الوسط. لعب مع فيلم تو تيلبورغ ولوميل يونايتد و وRoyal Cappellen F.C. ‏.

## روابط خارجية
- ألكسندر ماييس على موقع قاعدة بيانات كرة القدم.إي يو (الإنجليزية)
- ألكسندر ماييس على موقع Soccerway.com (الإنجليزية)